# Cyberchase
«Cyberchase» — канадсько-американський анімаційний телесеріал, створений Nelvana і Thirteen WNET New York.
Серіал фокусується навколо трьох дітей із Землі: Джекі, Метт та Інес. Вони були завезені в кіберпростір, цифровий Всесвіт, щоб захистити світ від лиходія Хакера. Ці діти здатні запобігти хакеру оволодіти кіберпростором за допомогою навичок вирішення проблем у поєднанні з базовою математикою. У кіберпросторі вони зустрічають Дігіта, «кібер-птицю», яка допомагає їм у своїх місіях.

## Історія створення
Коли троє звичайних дітей, Джекі, Метт та Інес, випадково дозволяють хакеру отримати доступ до материнської плати, верховного правителя Кіберпростору, вона стає сильно ослабленою вірусом від Хакера. Дітей приводять у кіберпростір та об'єднують сили з Digit, намагаючись захистити світ від хакера та його незграбних, напівінтелектуальних помічників, Buzz and Delete, доки вони не зможуть відновити чіп шифрувальника, пристрій, який може звести нанівець вірус, і повернути материнську плату на повну силу.
Материнська плата — це «мозок гігантської комп'ютерної системи, яка контролює весь Кіберпростір». Її технік-комп'ютер, доктор Марблз, підтримував її функціонування належним чином. Д-р Марблс створив Хакера як помічника, але Хакер повернувся проти материнської плати. Дігіт був помічником Хакера і був свідком того, що він крав чіп шифрувальника. Після того, як доктор Марблс висунув батарею Хакера і вигнав його на Північну межу, Дігіт зміг вирватися з-під хакера. Врешті-решт, Хакер зміг знайти спосіб поповнити себе, створити Buzz та Delete та сформулювати план запуску вірусу, який би атакував материнську плату. Коли Джекі, Метт та Інес взаємодіяли з бібліотечною картою, це відкрило двері для Хакерів заразити Вітчизну материнську плату.
Кіберпростір складається з планетоподібних тіл під назвою Кіберзіти, які базуються на таких темах, як Стародавній Єгипет, американський Старий Захід, грецька міфологія та парки розваг. Cybersquad подорожує багатьма з цих місць, щоб захистити Кіберпростір від хакера. Кожен заселений кіберсайт має свій тип Кіберцитизен. Вони покликані представляти різноманітність вебсайтів в Інтернеті та відображають безліч екосистем та мікрорайонів сучасного світу. Наприклад, Голлівуд є кіберпростірним представництвом Голлівуду, а Perfectamundo являє собою 100 % стійку екосистему завтрашнього дня.